# Falco von Benevent
Falco von Benevent, auch Falcone Beneventano oder da Benevento, (bl. 1092–1143, † möglicherweise nach 1154 in Benevent) verfasste eine Chronik seiner Heimatstadt, die neben dem Werk seines Zeitgenossen Caffaro die älteste, von einem Laien verfasste Stadtgeschichte darstellt. Zugleich ist sie die älteste Chronik aus der Feder eines Notars.

## Leben und Werk
Falcos Geburtsdatum ist nicht überliefert. Wohl 1092 erscheint er zum ersten Mal als Notar, sofern ihm dieses Actum zuzuordnen ist, was bisher nur auf diplomatischen und stilistischen Überlegungen beruht. Erhalten ist das Dokument im Chronicon Sanctae Sophiae (V, 13). Seine Beschäftigung als Notar und Schreiber des Sacro Palazzo von Benevent lässt sich bis 1134 fassen. In diesem Jahr wurde er nach eigenem Zeugnis zum Iudex ernannt.
Der Pontifikat Paschalis’ II. war von größter Bedeutung für die Verwaltungsorganisation des päpstlichen Benevent. Der Papst bestimmte, dass die Kurie die Rektoren der Stadt zu nominieren hatte. Doch 1113 wählten die Beneventaner, ohne die Erlaubnis der Kurie, einen neuen Rektor. Gegen diese Entscheidung riefen Bürger „quorum mens erat sanior“, unter ihnen Falco, den Papst an, der die Entscheidung kassieren ließ. In den folgenden Monaten entspann sich eine Auseinandersetzung zwischen Bischof Landolf und dem Comestable Landolfo della Greca. Schließlich wurde im Oktober 1114 der Erzbischof auf dem Konzil von Ceprano durch Paschalis abgesetzt. Falco hielt sich neutral und rief „Iddio a testimone di narrare soltanto ciò che ho visto, e di scrivere solo ciò che ho ascoltato“, er wollte also bei Gott nur das erzählen, was er gesehen hatte, und nur das schreiben, was er gehört hatte. Wahrscheinlich nahm er am Konzil teil.
Landolf wurde von Paschalis am 11. August 1116 wieder in sein Amt eingesetzt. Kurz nach seiner Rückkehr wurden bei Bauarbeiten Reliquien gefunden und im Mai 1119 ausgegraben. Die Knochen wurden für die Bürger ausgestellt, unter ihnen Falco, der sich erinnert: „anch’io, indegno uomo, le ossa di quei Santi ho baciato“, er habe als unwürdiger Mensch die Knochen der Heiligen geküsst. Während der Wahl des Abtes von S. Sofia, Johannes Grammaticus war er anwesend, dann bei der Konsekration der neuen Äbtissin Bethlem von Santa Maria di Porta Somma durch Erzbischof Roffred. Beim Aufsetzen des libellus iudicii wurde ein Rechtsstreit zwischen der besagten Bethlem und Agnese, der Äbtissin von San Pietro Apostolo, beendet.
Nach außen war Benevent von normannischen Baronen bedroht, die eine Reihe von Tributen verlangten. Als am 12. Mai 1121 Robert von Montefusco ermordet und sein Körper bei Benevent in Stücke gehauen wurde, liefen einige Bürger, darunter Falco, hinzu. Letzterer notierte in seiner Chronik seine Gefühle. 1122 wurde Jordan von Ariano endgültig von Herzog Wilhelm von Hauteville besiegt. Seine Unterwerfung wurde in Anwesenheit des Kardinals Crescentius vollzogen, des Rektors von Benevent. Unter den anwesenden Beneventanern war auch Falco, der sah, wie der Graf auf dem Boden ausgestreckt vor dem Herzog lag und um „Misericordia“ bat.
1124 wurde das Grab des hl. Barbatus freigelegt, des Patrons der Stadt. Falco nahm persönlich an der Exhumierung teil, er war bei den ersten, die Knochen zu küssen. Auch war er einer der ersten, die von Wundern berichteten. Am 11. Oktober 1125 traf die Stadt ein schweres Erdbeben. Falco beschrieb die Szenen, die er erlebte, gibt dabei aber vor allem einen Einblick in den Alltag und die Frömmigkeitsmuster der Bevölkerung.
Von den Ereignissen im Normannenreich, wie dem Tod des apulischen Herzogs Wilhelms II. im Jahr 1127 oder der Thronbesteigung Rogers von Hauteville 1130 sowie der Gründung des Königreichs berichtet Falco zwar durch indirekte Zeugnisse, aber er selbst war dabei nicht anwesend. Doch 1130 stand Benevent, auf das Falco seine Aufmerksamkeit richtete, im Zentrum des Machtkampfes zwischen Papst Innozenz II. und Kaiser Lothar III. auf der einen Seite und dem Gegenpapst Anaklet II. und Roger auf der anderen.
Falco hielt sich lange neutral, doch als im Juli 1132 klar wurde, dass für Benevent die städtische Freiheit mit dem König von Sizilien enden würde, stellte sich der Autor offen auf die Seite Innozenz’. Im April 1133 ging er mit einer Delegation der Stadt nach Rom, um den Papst und den Kaiser zu treffen. Eine der Folgen dieses Treffens war die Ernennung Falcos zum Iudex von Benevent. Doch Roger siegte, und so mussten mehr als 1000 Anhänger Roms Benevent verlassen, darunter auch Falco. Sie gingen ins Exil nach Neapel, wo sich Falco bis 1137 aufhalten musste. Die Beneventaner schworen, als Lothar wieder in Italien erschien, erneut Innozenz die Treue. Falco empfing die Kaiserin Richenza von Northeim und Papst Innozenz. Mit dem Abzug des Kaisers kehrte sich die Lage wieder um, doch nun suchte die Normannenpartei einen Kompromiss. Roger erließ der Stadt die bisher erhobenen Tribute.
Mit dem Tod Anaklets am 25. Januar 1138 und dem Friedensschluss zwischen Innozenz und Roger stabilisierte sich das Königreich, das nunmehr eine Art Protektorat über Benevent errichtete. Bedauerlicherweise schweigt Falcos Chronik über die Ereignisse ab 1140. 
Falco war dennoch weiterhin in der Stadt tätig, wie einige Urkunden erweisen. Im Zisterzienserkloster S. Maria della Ferraria, bei Vairano in der heutigen Provinz Caserta gelegen, befand sich ein umfangreicheres Exemplar der Chronik Falcos. Darin reichen Falcos Notizen bis 1144.
Falco lebte möglicherweise noch 1154, nach dem Tod König Rogers. Dies gehe, so Edoardo D’Angelo, daraus hervor, dass in einem Passus der Chronik zum Jahr 1133, in dem Falco den Kardinal Crescentius beschuldigt, den Anhänger Anaklets in Benevent, er habe die Stadt der Grausamkeit König Rogers unterworfen, „di esecranda memoria“. Seine Chronik verfasste Falco wohl ab 1127 in mehreren Zeitabschnitten.
Das Werk ist in vier Codices des 17. Jahrhunderts überliefert. Zwei befinden sich in der Biblioteca Apostolica Vaticana (Barb. lat. 2330, 2345) und zwei in der Biblioteca Nazionale di Napoli (S. Martino 66, 364). Sie hängen alle direkt oder indirekt von einer heute verlorenen Kopie des 16. Jahrhunderts ab. Diese Kopie ließ der Beneventaner Giulio del Sindico 1530 auf der Grundlage eines libellus wohl des 12. Jahrhunderts erstellen. Dieser war in sehr schlechtem Zustand und schwer zu lesen; er ist gleichfalls verloren gegangen. Die Editio princeps, von der alle später gedruckten Editionen abhängen, unterscheidet sich zum Teil in wesentlichen Aspekten von den Manuskripten. Diese Editio erfolgte durch Antonio Caracciolo unter dem Titel Antiqui chronologi quatuor, Neapel 1626, auf den Seiten 178 bis 343. Nachgedruckt wurde sie unter anderem von Muratori, Migne und Del Re.

## Editionen
- Giuseppe Del Re: Cronica di Falcone Beneventano, Neapel 1845, S. 159/160–252/276 (Digitalisat)
- Raffaele Matarazzo (Hrsg.): Falco Beneventanus. Chronicon, Neapel 2000 (lateinisch und italienisch)[5]
- Edoardo D’Angelo: Chronicon Beneventanum: città e feudi nell’Italia dei Normanni / Falcone di Benevento, Florenz 1998 (Nachweis im Gateway Bayern mit Link zum Inhaltsverzeichnis)